# Тополі (пам'ятка природи)
Тополі — ботанічна пам'ятка природи місцевого значення. Об'єкт розташований на території Голопристанського району Херсонської області, парк с. Стара Збур'ївка .
Площа — 0 га, статус отриманий у 1983 році.